# Georg Durand (Maler, 1811)
Georg Durand (auch: Georg Dürand; * 1811 in Hannover; † 1873) war ein deutscher Genre- und Landschaftsmaler, Zeichner und Fürstlich Schaumburg-Lippescher Hofmaler.

## Leben

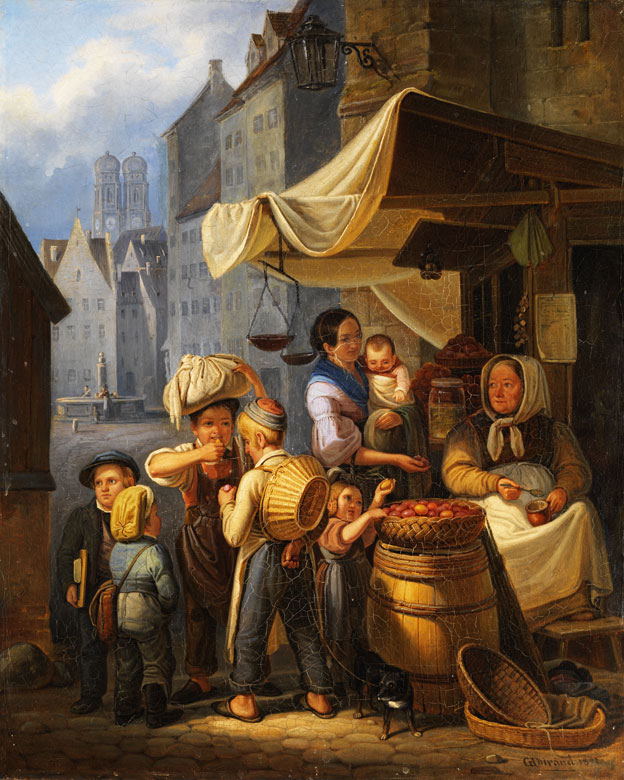
„Marktszene in München“
(im Hintergrund die Frauenkirche;
Öl auf Holz 42 × 33 cm)

Der während der sogenannten „Franzosenzeit“ in Hannover geborene Georg Durand entwickelte schon während seiner Jugend die „Lust zum Zeichnen“. Nach seiner Schulausbildung in seiner Heimatstadt widmete er sich daher ausschließlich der Kunst und erhielt in dem Fach seinen ersten Unterricht bei Burchard Giesewell.
Ab 1829 besuchte er in München die dortige Akademie der Bildenden Künste, in der er am 23. Juli des Jahres mit der Matrikelnummer 1527 für das Fach der Malerei eingeschrieben wurde.
Durand unternahm mehrere Studienreisen in die Gebirge, darunter 1832 mit Caspar Kaltenmoser in das Ziller-, Etsch- und Eisacktal.
Anfangs lieferte Durand zunächst detailreiche Bilder, „in denen die Natur in ihrer edlen Seite aufgefasst ist“. Dazu kamen später auch Aquarelle, zumeist „Landschaften mit leichter Staffage“. Der Kunstverein München stellte in seinen Räumlichkeiten mehrere Bilder Durands aus, die mit dem Monogramm G D versehen waren.
1833 erwarb der Kunstverein Hannover von dem in München weilenden Durand zum Preis von 15 Louis d’or dessen Werk „Das Innere einer Bauernstube“, um es anschließend zur Verlosung an Aktionäre vorzuhalten.
Spätestens in den 1850er Jahren wirkte Georg Durand, sich ausschließlich seiner Kunst widmend, wieder in seiner Geburtsstadt Hannover.
Durand war ein Schwiegersohn von „Stüver“ und wirkte, wohl nach einer Zwischenstation in Celle, ab 1856 als Zeichner für die Fliegenden Blätter. Zum 1. Januar 1858 erhielt er die Stelle des Zeichenlehrers in Bückeburg am Gymnasium Adolfinum sowie an der Bückeburger Töchterschule bei einem Salär von 200 Reichstalern pro Jahr.
1861 wurde Durand von Fürst Adolf I. zu Schaumburg-Lippe zum Hofmaler ernannt. Zugleich wurde ihm auch die „Aufsicht über die Fürstl. Kupferstich und Gemälde Sammlung sowohl im Residenzschloße dahir als auch in den Schlössern zu Arensburg und Stadthagen übertragen“.